# Il treno (romanzo)
Il treno (titolo orig. Le Train) è un romanzo di Georges Simenon, pubblicato nel 1961 sulla rivista "Le Nouveau Candide" dal 4 maggio al 6 luglio 1961 in 10 puntate, e in volume lo stesso anno dalle Presses de la Cité. Simenon scrisse il romanzo a Noland (i.e., Échandens), in Svizzera, tra il 18 e il 25 marzo 1961.

## Trama
Nel maggio 1940, al principio della Seconda Guerra Mondiale, durante l'invasione nazista della Francia, le armate della Wehrmacht stanno già dilagando in Belgio. Sebbene afflitto da una deformità oculare, Marcel Féron, commerciante benestante e marito felice, vive un'esistenza senza problemi fino al giorno – il 10 maggio 1940 – in cui l'invasione tedesca costringe lui, la moglie e la figlia di quattro anni a salire su un treno che li avrebbe evacuati dalle zone di combattimento. Era l'evento che aveva vagamente atteso: una nuova possibilità si apre davanti a lui, senza che ne fosse veramente sorpreso.
L'ordine di evacuazione costringe Féron e suoi compaesani, abitanti nelle Ardenne francesi, all'esodo dalle proprie case. Al momento della partenza, sua moglie, incinta di sette mesi, e la piccola Sophie, di 4 anni, vengono sistemate in uno scompartimento di prima classe del treno, mentre Marcel viene fatto salire, assieme agli altri uomini, in uno dei tanti vagoni bestiame del convoglio. Il treno procede con continue interruzioni, e viene poi diviso. Così Marcel si ritrova separato dagli affetti familiari.
Ogni ansia che potrebbe provare è repressa dalla straordinaria esperienza che il treno gli fa vivere, con la sua congestione, la sua promiscuità, le sue fermate e i pericoli di attacchi aerei che lo minacciano costantemente nel suo procedere. Una giovane donna in abito nero, senza bagagli, che sale sul vagone all'ultimo minuto (proveniva dalla prigione di Namur dove i prigionieri erano stati rilasciati), farà scattare l'inaspettato per Marcel. Si tratta di Anna Kupfer, una giovane immigrata cecoslovacca di origine ebraica, con la quale Marcel inizia una relazione. Durante lo spossante e scomodo viaggio, dopo un ammiccamento fatto di sguardi complici, in una durata che abolisce passato e futuro, essi vivono un'unione al tempo stesso fisica e morale, quasi senza conoscersi, che consumeranno presto liberamente con un rapporto sessuale.
Il treno arriva infine a La Rochelle al momento dell'armistizio di Pétain, e gli sfollati si ritrovano tutti in un campo. Circolano liste per la ricerca di rifugiati: Marcel viene a sapere che sua moglie si trova nel reparto maternità di Bressuire, poco lontano da La Rochelle, dove ha appena partorito un bambino. Non si dà pace finché non la raggiunge. Anna lo accompagna fino alla soglia della struttura. Con il cuore pesante, i due amanti si separano. Ella lo saluta e aggiunge semplicemente: «Ero felice con te».
Il tempo è tornato alla normalità. Coi suoi due figli, Marcel riprende la sua vita familiare a Fumay, come prima.
Durante l'inverno dell'anno successivo, una sera, mentre va in visita da un cliente, vede Anna apparire all'improvviso dall'ombra. È venuta a chiedergli di ospitare lei e un aviatore inglese, braccati dalla Gestapo. Sarebbe stato solo per pochi giorni. Un attimo di esitazione... Anna capisce e non insiste. Marcel ha moglie, figli e un'attività. Anna sparisce nuovamente.
Un mese dopo, nell'elenco delle spie uccise, Marcel legge un nome inglese accanto a quello di Anna Kupfer, la donna amata fugacemente.

## Adattamenti

### Cinema
- Noi due senza domani (titolo orig. Le Train, 1973), film franco-italiano, regia di Pierre Granier-Deferre[1], con Jean-Louis Trintignant e Romy Schneider.

### Radio
- 2016 : adattamento di Pierre Assouline, realizzato da Blandine Masson, musica originale : Eric Slabiak. Attori : Bruno Raffaelli, Françoise Gillard, Guillaume Gallienne, Adeline d’Hermy, Pierre Hancisse, Rebecca Marder.

## Edizioni italiane
- Il treno, in:  Romanzi polizieschi e di guerra. Il passeggero del "Polarlys", Gli sconosciuti in casa, Il treno, La trovata di La Souris, La neve era sporca, Il clan degli ostendesi, traduzione di Renata Debenedetti, Tutte le Opere di Georges Simenon, Milano, Mondadori, 1966,  pp. 888.
- Il treno, traduzione di Massimo Romano, Biblioteca Adelphi n.518, Milano, 2008,  p. 146, ISBN 978-88-459-2243-5. - Collana gli Adelphi n.595, 2020, ISBN 978-88-459-3500-8.
- Il treno, in:  Romanzi, volume II, traduzione di Massimo Romano, Collezione La Nave Argo n.13, Milano, Adelphi, 2010, ISBN 978-88-459-2539-9.